# 瓦达卡南达尔
瓦达卡南达尔（Vadakkanandal），是印度泰米尔纳德邦Viluppuram县的一个城镇。总人口達19857人（2001年）。

## 人口
该地2001年总人口19857人，其中男性10102人，女性9755人；0—6岁人口2320人，其中男1226人，女1094人；识字率60.78%，其中男性为71.85%，女性为49.32%。